# Almerinda Soler di Franco
Almerinda Soler Di-Franco, de vegades escrit di Franco (Saragossa, 1857 - Sant Sebastià, 17 d'octubre de 1930) fou una cantant soprano espanyola.
Va ser filla del tenor Manuel Soler i de la cantant d'òpera Corinna Di-Franco.
Assolí gran anomenada en els bons temps de la sarsuela espanyola, a l'esplendor de la qual contribuí poderosament. Des de la seva aparició en públic, el 1874, amb la sarsuela Estebanillo, fins a la seva retirada de l'escena, la seva carrera fou una sèrie ininterrompuda de triomfs. Va estrenar, entre d'altres, les sarsueles El Rey que rabió, El juramento, La bruja i Las campanas de Carrión.
Posseïa una veu extensa, potent i d'admirable timbre, i una irreprotxable escola de cant.
Va morir en la ciutat de Sant Sebastiá el 17 d'octubre de 1930 atropellada per un automòbil.